# مارثا ألبراند
مارثا ألبراند  (بالإنجليزية: Katrin Holland)‏(1914-1981)، مولودة باسم هايدي هوبرتا فغايبا لوفنغارت وهي روائية ألمانية-أمريكية. ألبراند وهو اسم جدها الدنماركي الأكبر.
وهي أخت الممثلة يوتا فغايبا و الكاتبة يوهانا زيبيليوس
الفلم كابتن كراي من الولايات المتحدة كان مبنياً على روايتها لا إستسلام، No Surrender.

## مؤلفات

### الروايات المكتوبة باسم كاترين هولاند
- Man spricht über Jacqueline، 1926
- Wie macht man das nur ???، 1930
- Unterwegs zu Alexander : Ein Liebesroman، 1932
- Die silberne Wolke : Ein Roman aus unserer Zeit، 1933
- Babett auf Gottes Gnaden، 1934
- Das Mädchen، das niemand mochte، 1935
- Das Frauenhaus، 1935
- Carlotta Torresani، 1938
- Einsamer Himmel، 1938
- Vierzehn Tage mit Edita، 1939
- Helene، 1940
- The Obsession of Emmet Booth، 1957

### الكتابات المكتوبة باسم مارثا ألبراند
- لا إستسلام، 1942
- بدون أوامر، 1943
- التحمل غير متحمل، 1944
- لا أحد يجب ان يعرف، 1945
- تذكر الغضب، 1946
- بعد منتصف الليل، 1948
- تل الهمس، 1947
- انتظار الفجر، 1950
- لحظة يائسة، 1951
- المئة امرأة، 1953
- كابوس في كوبنهاغن، 1954
- قناع إلكساندر، 1955
- القصة التي قد لا يمكن تحكى، 1956 (عنوان بديل الليندين)
- يوم في مونتي كارلو، 1959
- إلتقي بي الليلة، 1960 (عنوان بديل: العودة إلى الذعر)
- مكالمة من النمسا، 1963
- الباب سقط منخرساً، 1966
- راين ريبليكا، 1969
- شمال مانهاتن، 1971
- زيوريخ / أيه زد 900، 1974
- تذوق الذعر، 1976
- الانقطاع، 1978 (عنوان بديل استعادة مرة أخرى)

### روايات كتبت باسم كريستين لامبرت
- الكرة، 1961
- امرأة غير متوقعة، 1964

## روابط خارجية
- مارثا ألبراند على موقع IMDb (الإنجليزية)
- مارثا ألبراند على موقع أول موفي (الإنجليزية)
- مارثا ألبراند على موقع قاعدة بيانات الأفلام السويدية (السويدية)
- مارثا ألبراند على موقع قاعدة بيانات الفيلم (الإنجليزية)
- مارثا ألبراند على موقع كينوبويسك (الروسية)